# Propaganda en la guerra hispano-estadounidense

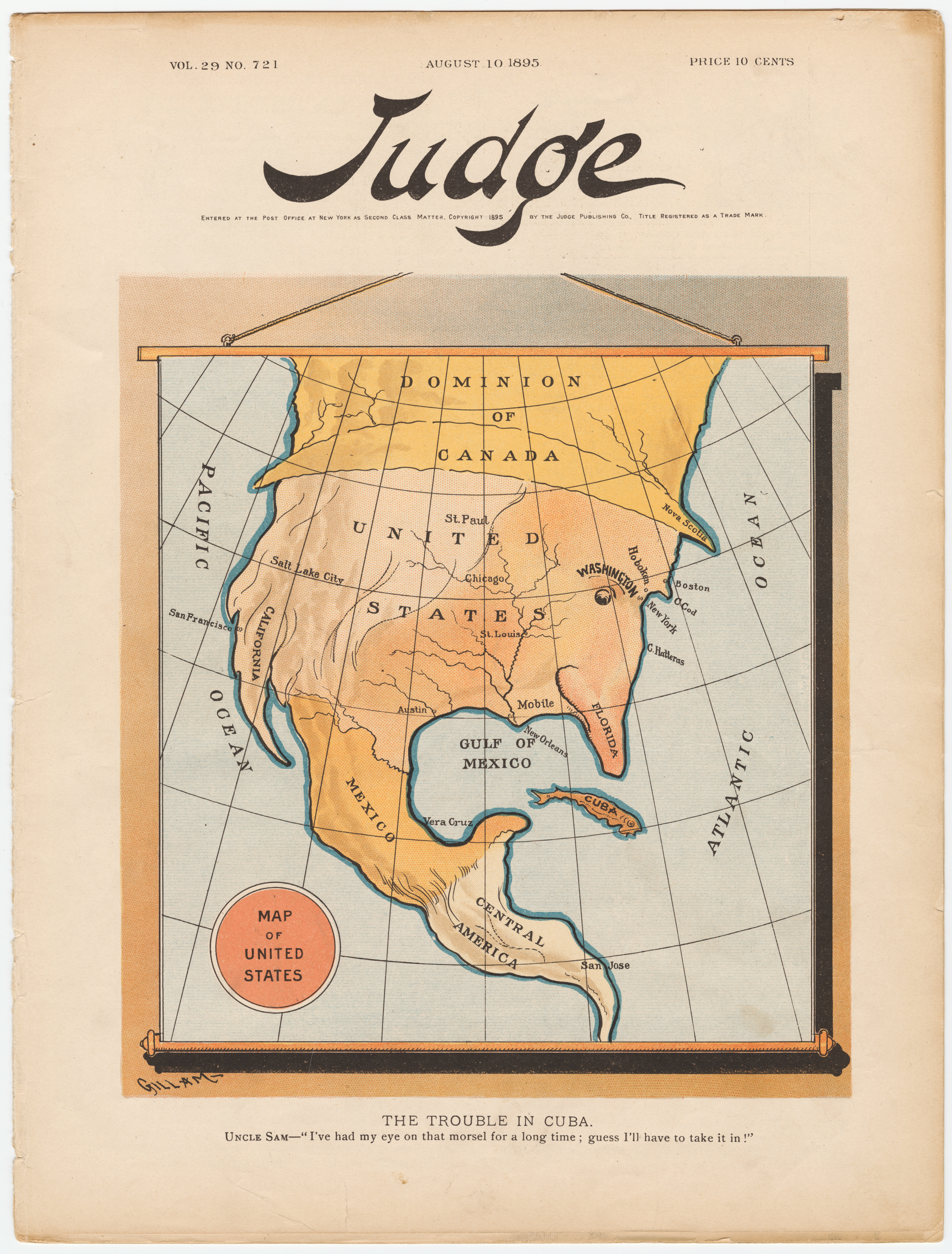
Mapa satírico titulado «El problema de Cuba» (1895) de Bernhard Gillam, reflejando el sentimiento estadounidense hacia Cuba tres años antes de la guerra hispano-estadounidense.

La guerra hispano-estadounidense de 1898 se considera un punto de inflexión tanto en la historia de la propaganda como en el comienzo de la práctica de la prensa amarillista.
Fue el primer conflicto armado en el que la acción militar fue precipitada por la intervención de los medios de comunicación. La guerra surgió del interés de los EE. UU. por fomentar una guerra de independencia en Cuba, en aquel entonces una de las últimas provincias de ultramar españolas. Varios periódicos estadounidenses avivaron las llamas con la fabricación de noticias falsas sobre supuestas atrocidades por parte de las fuerzas españolas, unos bulos orientados a justificar la intervención y posterior anexión estadounidense de estas colonias españolas repartidas por todo el mundo.
Magnates de la prensa como William Randolph Hearst, dueño del New York Journal, y Joseph Pulitzer, del New York World, publicaron artículos de naturaleza sensacionalista sobre el conflicto y enviaron corresponsales a Cuba para cubrir el conflicto, quienes al no ser capaces de obtener informes fiables, acabaron por inventarse la mayor parte de las historias, aludiendo en gran medida a informantes de dudosa procedencia.

## Contexto y antecedentes
Los Estados Unidos habían mostrado su interés en la adquisición de Cuba en varias ocasiones. Motivado por John L. O'Sullivan, el presidente James Polk hizo una oferta por la compra de Cuba por 100 millones de dólares en 1848, pero fue rechazada por España. O'Sullivan continuó reuniendo dinero por su cuenta para pagar expediciones de filibusteros, lo que finalmente le produjo problemas legales.
El filibusterismo continuó siendo un problema posteriormente. Los presidentes Zachary Taylor y Millard Fillmore trataron de eliminar las expediciones, pero tras la entrada del presidente demócrata Franklin Pierce en 1852, el intento filibustero de invadir Cuba de John A. Quitman fue apoyado de forma tentativa. Pierce finalmente retiró el apoyo a Quitman y ofreció 130 millones de dólares por la isla. Tras hacerse público el manifiesto de Ostende en el que los EE. UU. se arrogaban el poder de apoderarse de Cuba por la fuerza si España se negaba a venderla, los esfuerzos privados de conseguir la isla desaparecieron. El público relacionaba ahora la expansión a Cuba con la esclavitud; si el «destino manifiesto» había sido popular hasta entonces, ya no lo era tanto. La Guerra de secesión en 1860 puso fin temporalmente a todos estos esfuerzos expansionistas, pero tras la guerra, el término «destino manifiesto» volvió a ganar el favor del público. En 1892 el Partido Republicano proclamaba en su plataforma electrodal: «Reafirmamos nuestra aprobación de la doctrina Monroe y creemos que el logro del destino manifiesto de la República en su más amplio sentido.» Los republicanos ganaron las elecciones y durante los siguientes 16 años se mantendrían fieles a la doctrina Monroe, mencionando a menudo el «destino manifiesto».
Las semanas anteriores a la guerra hispano-estadounidense fueron muy tensas. Tanto el público estadounidense, que había sido enfervorecido con noticias manipuladas sobre la guerra en Cuba, como el ejército estaban a favor de una intervención. Estaban convencidos de que iban a ayudar a los pueblos «nativos» de Cuba y Filipinas a liberarse del opresor español; como contexto, hay que recordar el trato que EE. UU. estaba dando a los nativos de su propio país en ese mismo momento, la masacre de Wounded Knee fue en 1890. La declaración de guerra conectaba con la leyenda negra y la idea de que los españoles no eran auténticos cristianos, «el aborrecible estado de las cosas que ha existido, durante los tres últimos años, en la isla de Cuba, tan próxima a nuestro territorio, ha herido el sentido moral del pueblo de los Estados Unidos y afrentado la civilización cristiana».

## Propaganda y medios de comunicación
Desde el inicio de la guerra de independencia cubana en 1895, varios corresponsales de medios de comunicación estadounidenses estacionados en Cuba ya habían expresado su opinión de que el pueblo estadounidense estaba siendo engañado en gran medida por los reporteros enviados a cubrir dicha guerra.
La gran mayoría de los artículos se elaboraban a partir de información de tercera mano, a menudo retransmitida por intérpretes cubanos e informantes a sueldo, simpatizantes de la revolución independentista que distorsionaban los hechos para arrojar una luz positiva sobre su causa. Rutinariamente, pequeñas escaramuzas se convertían en grandes batallas y la opresión de Cuba se representaba a través de un trato inhumano, torturas, violaciones y pillajes en masa por parte de las fuerzas españolas. En estos reportajes se reportaron grandes cantidades de muertos, incluidos mujeres y niños que supuestamente quedaban abandonados en las cunetas de las carreteras.
Los corresponsales rara vez se molestaban en confirmar los hechos, sino que simplemente pasaban los artículos a sus editores en sus respectivas redacciones, donde se publicaban después de condimentarlas con nuevas y falsas declaraciones. Este tipo de periodismo, que se conoce como periodismo amarillo, se extendió por toda la nación y su acción propagandística ayudó en gran medida a precipitar la acción militar de Estados Unidos en Cuba y otras colonias españolas de ultramar.

### Hearst y Pulitzer

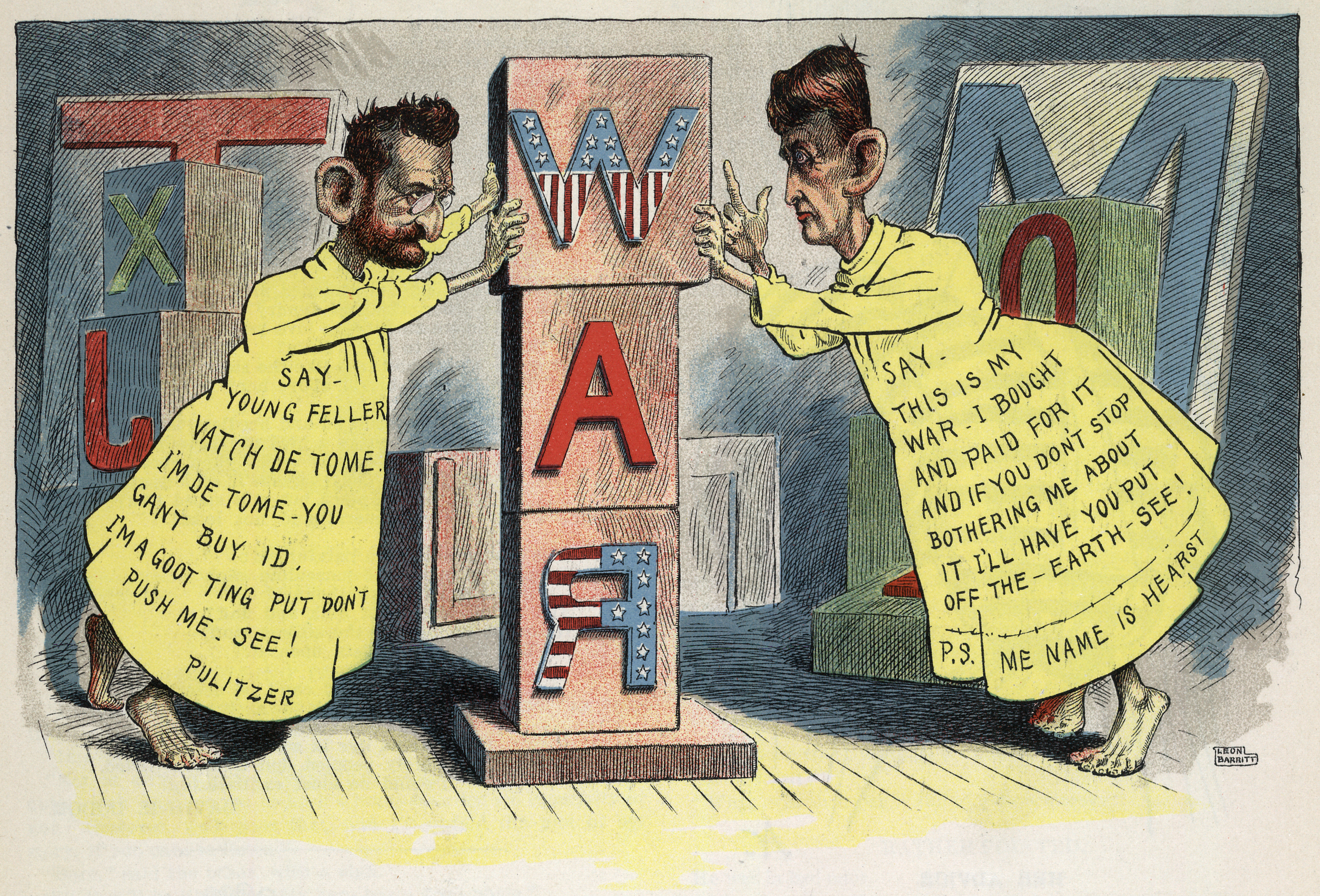
Caricatura, publicada en EE. UU. en junio de 1898, de Joseph Pulitzer y William Randolph Hearst vestidos como The Yellow Kid, para satirizar su papel como manipuladores de la opinión pública estadounidense para ir a la guerra contra España.

William Randolph Hearst y Joseph Pulitzer mantenían una lucha por obtener una mayor circulación de sus periódicos en Nueva York. Pulitzer era el dueño del New York World y Hearst del New York Journal. Ambos compartían un absoluto desprecio por el periodismo ético y responsable y a ambos se les atribuye la creación de un nuevo estilo de periodismo difamatorio, que habría de ser conocido como periodismo amarillo.
Sus manipulaciones de las historias periodísticas fueron decisivas para hacer creer a la opinión pública de EE. UU. que el pueblo cubano estaba siendo injustamente perseguido y maltratado por los españoles, y que la única manera de que los cubanos pudieran alcanzar su libertad era a través de la intervención militar norteamericana. Hearst y Pulitzer ensalzaban a menudo las historias en sus periódicos proporcionando nombres, fechas y lugares totalmente falsos de escaramuzas y atrocidades cometidas por los españoles, aunque nunca publicaron rectificación alguna, aunque se demostrara su falsedad.

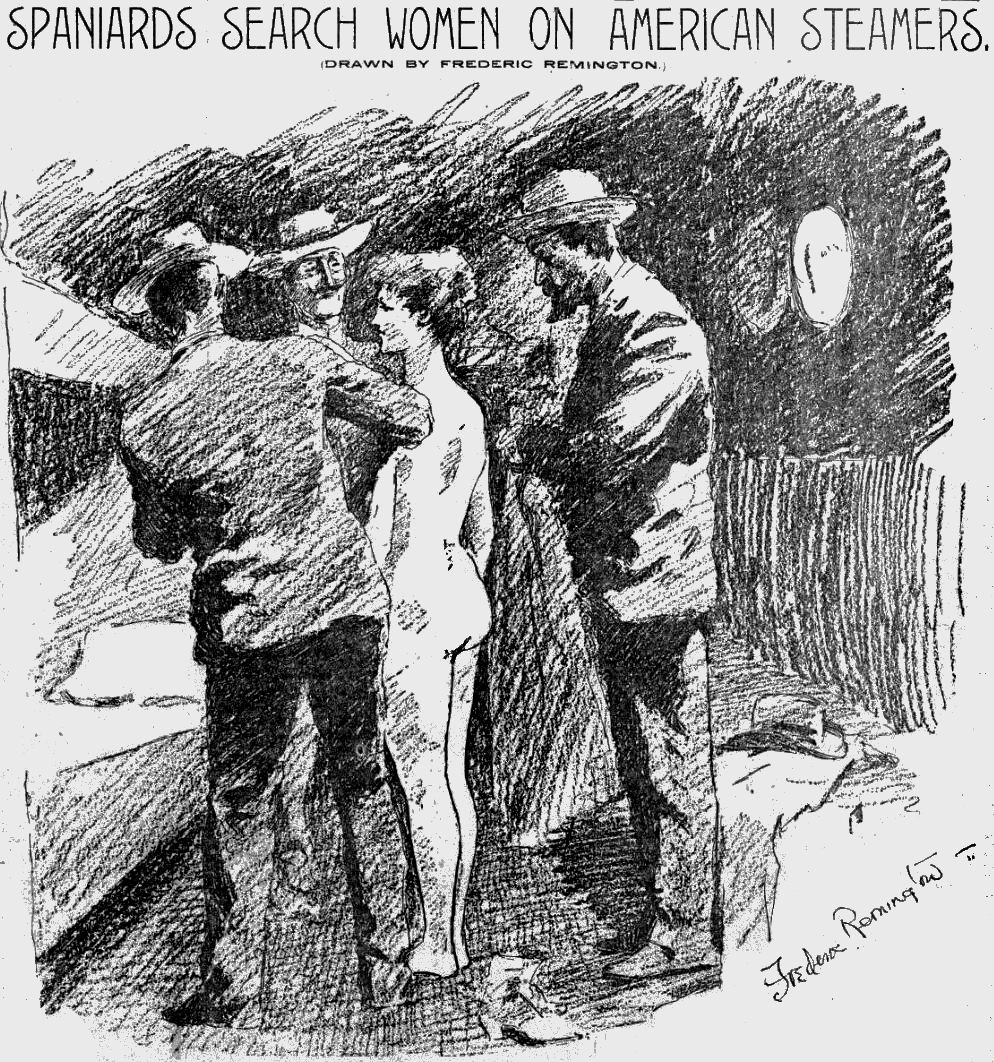
Ilustración del «caso Olivette» publicada el 12 de febrero de 1897 en el New York Journal, en que supuestos policías españoles desnudan y registran a una mujer en Cuba.

El «caso Olivette» fue una de esas historias, cuando en 1897 una joven cubana, Clemencia Arango, fue detenida a bordo del buque estadounidense Olivette con destino a Nueva York por funcionarios españoles, bajo la sospecha de entregar cartas a los líderes cubanos rebeldes estacionados en aquella ciudad. Fue llevada a un cuarto privado y registrada por una matrona. Hearst tergiversó el incidente en su periódico hasta el punto de acusar a los funcionarios policías españoles de acoso sexual. Los titulares fueron los siguientes: «¿Protege nuestra bandera a las mujeres?», «Indignidades practicadas por funcionarios españoles a bordo de barcos americanos» y «Una refinada mujer joven desnudada y registrada brutalmente por españoles bajo nuestra bandera en el Olivette». Inicialmente, Hearst había incluso logrado obtener apoyo entre grupos de mujeres estadounidenses, pero pronto se encontró ante graves problemas cuando Arango se dispuso a declarar la verdad, aclarando que en todo momento había sido tratada con sumo respeto. Hearst nunca se molestó en publicar rectificación o disculpa alguna en sus periódicos, aunque sí se vio obligado a imprimir una carta explicando que su artículo no había dicho en realidad que hombres policías habían registrado a la mujer, ya que, de hecho, la búsqueda la había realizado una matrona de la policía, sin ningún hombre presente, aunque la ilustración que apareció en primera plana acompañando al artículo, daba a entender todo lo contrario.
Aunque todas estas historias falsas alimentaron en gran medida la animosidad del pueblo estadounidense hacia los españoles, no eran suficientes para provocar una guerra directa. Sería el sensacionalismo posterior al hundimiento del USS Maine el que habría de realizar esta tarea.

### El hundimiento del USS Maine

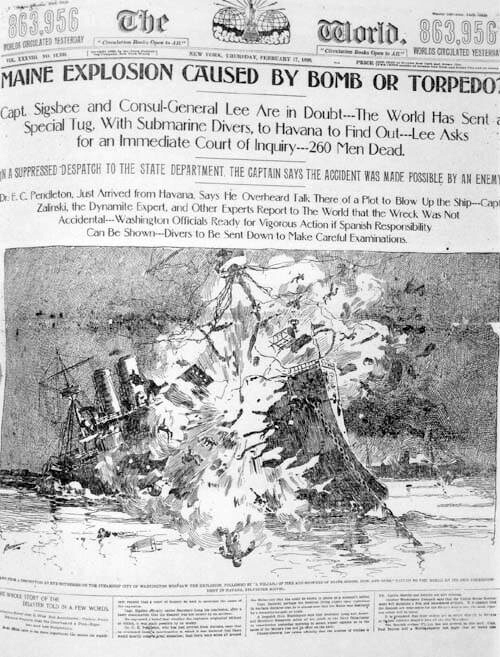
Representación de la destrucción del USS Maine publicada el 17 de febrero de 1898 en portada del periódico New York World.

Frederic Remington, un artista contratado por Hearst para proporcionar ilustraciones que acompañaran una serie de artículos sobre la guerra de independencia en Cuba, quedó pronto aburrido en la isla ante la imperante tranquilidad y envió el siguiente mensaje por cable a Hearst en enero de 1897:

Todo está tranquilo. No hay problemas. No habrá guerra. Deseo volver.

La respuesta de Hearst fue:

Por favor, manténgase allí. Usted proporcione las imágenes y yo proporcionaré la guerra.

En enero de 1898, el buque acorazado Maine fue enviado a Cuba por Estados Unidos oficialmente para proteger sus intereses durante la guerra. En realidad el acorazado había sido enviado como demostración de fuerza, junto con el envío de la flota del Pacífico a Hong Kong, desde donde las Filipinas y Guam podían ser atacadas con facilidad.: 27–28  Tres semanas después, en la noche del 15 de febrero de 1898, hubo una explosión a bordo del Maine en el puerto de La Habana. El buque se hundió y 266 hombres perdieron la vida en la explosión o poco después, y otros ocho a consecuencia de sus heridas; hubo sólo 89 supervivientes. Intestigaciones posteriores, tanto españolas como norteamericanas, han demostrado que la explosión se produjo en las carboneras, desde el interior.: 33 
En los días posteriores al hundimiento del USS Maine, Hearst publicó un artículo, titulado «El barco de guerra Maine fue partido en dos por una arma secreta infernal», que contaba cómo los españoles habían plantado un torpedo por debajo del barco que detonaron desde la orilla. Hearst publicó poco después otro artículo que contenía diagramas y planos del supuesto torpedo secreto utilizado por España. La noticia fue republicada en todo el país, culpando a los militares españoles de la destrucción del USS Maine. La mentira tocó la fibra sensible del pueblo estadounidense agitando la opinión pública y la frase «¡Recordad el Maine, al infierno con España!» («Remember the Maine, to Hell with Spain!») se convirtió en un eslogan agitado por quienes clamaban por la guerra. El lema se empleó hasta la saciedad, desde vajilla y jarras, medallas y monedas, sellos y carteles, hasta canciones y cócteles.
Finalmente el efecto del periodismo amarillo prevaleció y los soldados estadounidenses fueron enviados a Cuba, dando lugar a la Guerra hispano-estadounidense. Tras la rápida victoria militar, EE. UU acabó anexionando a sus territorios Puerto Rico, Filipinas y otras posesiones españolas, utilizando la misma excusa «libertadora» y los mismos métodos propagandísticos.

### Roosevelt y los Rough Riders
La imagen de Theodore Roosevelt dirigiendo a caballo o a pie a los Rough Riders en la toma de la colina de San Juan se convirtió en icónica de la guerra. Da igual que Roosevelt no estuviera en la toma de la colina de San Juan, que había sido tomada en gran parte gracias a los esfuerzos de los Buffalo Soldier, un regimiento de soldados negros, a los que no se les reconoció el mérito. En el fondo, el hecho ni siquiera era tan heroico, ya que «[e]n las colinas Kettle y San Juan, la artillería y las cuatro ametralladoras Gatling permitieron a unos 15 000 soldados estadounidenses y a unos 4 000 guerrilleros cubanos vencer a unos 800 españoles que lucharon en inferioridad numérica.» Más importante que todo esto fue la foto que Roosevelt se tomó en la cima de la colina de San Juan con sus Rough Riders, dando la impresión de que acababan de tomar la colina.
Roosevelt naturalmente hizo uso del mito en su campaña a la presidencia e intentó que se le concediera la Medalla de Honor, que el Congreso de Estados Unidos rechazó por considerar que no tenía méritos suficientes. En 1997 la miniserie Rough Riders presentaba todavía como real el relato de Roosevelt de los acontecimientos. Tras algo más de 100 años de este relato, el presidente Bill Clinton concedió en 2001 de forma póstuma la Medalla de Honor a Roosevelt.
Esta visión de Roosevelt y la Guerra hispano-estadounidense se ha mantenido por lo menos hasta 2006, cuando Robin Williams hace de Roosevelt a caballo y con sable en la película Night at the Museum.
| |
| Fotografía del coronel Theodore Roosevelt con sus «potros» en lo alto de la colina de San Juan. El título en los Archivos Nacionales de EE. UU. es: «"Teddy's colts," at the top of the hill which they captured in the battle of San Juan." Colonel Theodore Roosevelt and his Rough Riders, 1898», en el que se menciona explícitamente que Roosevelt tomó la colina de San Juan. |

| |
| El coronel Roosevelt cuenta la historia de los Rough Riders en la revista Scribner's (enero de 1898) |

|                                                                          |
| Carga de los Rough Riders en la colina de San Juan de Frederic Remington |

|                                                                                                  |
| Carga de la colina de San Juan, publicado en The Beginner's American History de D. H. Montgomery |

| |
| American Boys' Life of Theodore Roosevelt (1904) de Edward Stratemeyer, biografía de Roosevelt para niños |

| |
| Detalle de Carga del 24.º y 25.º de infantería de color, 2 de julio de 1898, mostrando la batalla de San Juan. 1899, litografía de los impresores Kurz y Allison. Nótese que aquí se ha representado de forma correcta a las tropas negras, sin embargo, se representa una igualdad de fuerzas que no hubo. |

| |
| «Teddy Roosevelt en guerra y paz» (3 de abril de 1898), portada del suplemento dominical de historietas del New York World |

| |
| Bandeja con la imagen de Roosevelt cabalgando con su sable, supuestamente a tomar la colina de San Juan. |

| |
| «The rough riders» (1898) en la portada de Puck, muestra a Roosevelt, revólver en una mano, bandera estadounidense en otra, pisando a las tropas españolas. |

### Cine bélico en EE.UU.
La que se puede considerar la primera película bélica de la historia, Tearing Down the Spanish Flag (1897), es un cortometraje de propaganda en la que se muestra el arriado de la bandera española y el izado de la bandera estadounidense; de fondo el castillo del Morro en el puerto de La Habana. Este corto, un año antes de que estallara la guerra, tuvo un éxito enorme y consiguió enfervorecer el sentimiento nacionalista en EE. UU. En 1899 la compañía de Thomas A. Edison filmó una película casi igual, titulada Raising Old Glory Over Morro Castle, que fue comentada por la revista The Phonoscope de la forma siguiente:

La bandera española baja y hacia arriba flotan las Barras y las Estrellas. Se derrumba el símbolo de la tiranía y la opresión que ha gobernado en el nuevo mundo durante cuatrocientos años y se alza la Bandera de la Libertad. En la distancia están las torres y almenas del Morro, la última fortaleza de España en América.

El éxito de estas películas cortas, que se mostraban antes de la película principal, llevó a la filmación de diversos otros documentales relacionados con la guerra, todos en 1898, como Entierro de víctimas del Maine, El embarque en San Francisco, Morro Castle, Havana Harbor, Wreck of the «Vizcaya». También filmaron lo que se denomina «reenactments», reconstrucciones o recreaciones de situaciones de la guerra, siempre desde un punto de vista patriótico y de propaganda, que el público a menudo tomaba por reales. Por ejemplo, se recreó la batalla naval de Santiago de Cuba en una bañera o en un estanque usando maquetas. Otro ejemplo son los cortos denominado Emboscada cubana y Fusilando insurgentes capturados. En muchas de estas películas tanto cubanos como españoles estaban representados de forma bastante racista.
Esta tradición continuaría en los años siguientes con películas como Romance of a war nurse (1908), historia de amor entre una enfermera y un soldado que llega de la Guerra hispano-norteamericana; The dawn of freedom (1910), sobre la insurgencia cubana; His Unknow Girl (1914), ambientada también en la Guerra hispano-norteamericana; Masters of men (1923); Across the Pacific (1926); etc. La tradición llega por lo menos hasta la miniserie Rough Riders (1997).
| |
| «El USS Indiana cargando combustible en Dry Tortugas» Cortos como este querían mostrar al público norteamericano el poder de su flota. |

| |
| Tearing down the Spanish flag, [Arriando la bandera española; tear down tiene el sentido de «arrancar», «echar abajo», e incluye el uso de verbo to tear, «rasgar»] es una película de guerra estadounidense de 1898 realizada por J. Stuart Blackton y Albert E. Smith para Vitagraph. La película fue una de las primeras películas bélicas de la historia, la primera de Estados Unidos. |

| |
| Restos del «Vizcaya» (1898) Muestra los restos del crucero acorazado Vizcaya, hundido en la batalla naval de Santiago de Cuba |

| |
| Fusilando insurgentes capturados (1898) Recreación, probablemente filmada en Nueva Jersey, de una supuesta línea de soldados españoles disparando a rebeldes cubanos contra una pared. |

| |
| Love and War (1899) Película de trama similar a Romance of a war nurse (1908), ambas ambientadas en la Guerra hispano-norteamericana |

### Música
El estribillo «Remember the Maine! To hell with Spain!» se convirtió en canciones populares:
| |
| Remember the Maine (1898) Letra de Jesse M. Soper; música de Horace R. Basler; la partitura completa se puede ver en Commons. |

| |
| Remember the Maine (1898) Letra de N. A. Jennings; música de W. A. Phillips; la partitura completa se puede ver en Commons. |

|                                             |
| The darkey volunteer (1898) de Fred Hylands |

## Caricaturas
| |
| «Está debilitándose demasiado para mantenerlos», Puck (1896) La reina de España, María Cristina, agarra a dos niños rebeldes, «Cuba» y «Filipinas» que tratan de liberarse. |

| |
| «El melodrama cubano», Puck (1896) España a la izquierda vestido de negro y con capa; EE. UU. a la derecha, de pie, pone una mano en la cabeza de Cuba, representada como una mujer de rodillas, pidiendo ayuda. |

| |
| Caricatura editorial, Judge (2 de febrero de 1897) Representa a Cuba, ensangrentada y atada por cadenas, sobre un castillo español «métodos españoles del siglo XVI», que trata de ir a los brazos de la libertad; EE. UU. a su lado atado de pies y manos. |

| |
| «Comienza la escuela», Puck (25 de enero de 1899) Caricatura en la que Filipinas, Hawái, Puerto Rico y Cuba son representados como niños morenos malcriados y sin educación que deben ser educados con mano dura; compárese la posición de los estados de EE. UU. (niños blancos), el niño negro limpiando la ventana, el niño indio leyendo un libro del revés y el niño chino o asiático en la puerta. |

| |
| «La nueva clase del Tío Sam en el arte del autogobierno», Portada de Harper's Weekly (27 de agosto de 1898) caricatura similar a la anterior, en la que el Tío Sam golpea con una vara a dos niños que se pelean, «expatriota cubano» y «guerrilla», mientras que el general cubano Máximo Gómez está sentado a su lado leyendo un libro; Emilio Aguinaldo en capirote está de pie sobre una silla al fondo; Hawái y Porto [sic] Rico está a un lado leyendo. |

| |
| «La carga del hombre blanco» (1898), The Journal, Detroit. Un hombre blanco, posiblemente Roosevelt, carga con un nativo filipino para llevarlo a la escuela. |

| |
| «El bruto español añade la mutilación al asesinato», portada de Judge (9 de julio de 1898) Un típico español representado como una bestia peluda, similar a un gorila, con un cuchillo manchado de sangre y un marinero del Maine asesinado al fondo, con carteles de ‹soldado mutilado›. |

| |
| «La guerra es el infierno, pero la paz en Cuba bajo dominio español es peor que el infierno», Judge (1898) Caricatura similar a la anterior, incluyendo un cartel, ‹500 000 muertos de hambre por los españoles› sobre una pila de calaveras. |

| |
| «España ve las orejas al lobo» (literalmente, «ve el escrito en la pared»), The Valentine Democrat (4 de agosto de 1898) Un español vestido de torero se asusta del texto en la pared del fondo ‹tus días están contados, ya no harás desgraciada a la humanidad›; en la pared a la izquierda un retrato del general Weyler, debajo ‹general español ideal›; en el libro, diversos elementos de la leyenda negra española: la Inquisición, el duque de Alba, Cortez, genocidio americano, etc. |

| |
| «¡Recuerda el Maine! ¡Y no olvides a los hambrientos cubanos!», Judge (7 de mayo de 1898) El Tío Sam en el centro, con fotos del Maine antes y después de la explosión a la izquierda; a la derecha cubanos hambrientos, probablemente de la ‹Reconcentración› del general Valeriano Weyler. |

| |
| «Infausto '13'», Judge (1898) Muestra al rey Alfonso XIII jugando con barquitos en Cuba, a punto de sufrir «justo castigo». |

| |
| Reedición de 1898 de la Brevísima de Bartolomé de las Casas con el título «Un relato histórico y auténtico de la cruel masacre y asesinato de 20 000 000 de personas en las Indias Occidentales por los españoles: horribles atrocidades de los españoles en Cuba» |

| |
| «Esperando el veredicto — el jurado del forense sin duda verá que el fallecido comitió suicidio», Puck (1898) Caricatura mostrando al Tío Sam, con John Bull y las personificaciones de Alemania, Italia, Rusia, Austria y Francia, discutiendo en el lecho de muerte de España. En la navaja cerca de la mano de España pone «estupidez». La personificación de la Historia mira con ceño, esperando a escribir el veredicto. |

| |
| «¿Por qué son crueles los españoles?», The Anaconda standard (Anaconda, Montana, 27 de marzo de 1898) El periódico local de Anaconda dedicó un espacio considerable de la edición del domingo a la explicar la crueldad de los españoles. Con textos de Charles Kelsey Gaines y Robert G. Ingersoll, los textos aseguran que la bestialidad de los españoles es causada por la mezcla de sangres. Está ilustrado con imágenes de supuestas crueldades y torturas realizadas por los españoles. |